# Ján Kolenič
Ján Kolenič (* 18. září 1948) je bývalý slovenský fotbalista, obránce. Jeho bratrem je bývalý fotbalista Daniel Kolenič.

## Fotbalová kariéra
V československé lize hrál za Spartak Trnava a Lokomotívu Košice. Nastoupil ve 22 ligových utkáních a dal 1 gól. V nižší soutěži hrál i za Prievidzu. S Trnavou získal v roce 1973 mistrovský titul. V Poháru mistrů evropských zemí nastoupil ve 2 utkáních.

## Ligová bilance
| Ročník                                   | Zápasy | Góly | Klub              |
| ---------------------------------------- | ------ | ---- | ----------------- |
| 1. československá fotbalová liga 1969/70 | 1      | 0    | Spartak Trnava    |
| 1. československá fotbalová liga 1972/73 | 6      | 1    | Spartak Trnava    |
| 1. československá fotbalová liga 1973/74 | 2      | 0    | Spartak Trnava    |
| 2. československá fotbalová liga 1974/75 | -      | 1    | Lokomotíva Košice |
| 1. československá fotbalová liga 1975/76 | 13     | 0    | Lokomotíva Košice |
| CELKEM 1. liga                           | 22     | 1    |                   |